# Float (CSS)

Beispiel: Dieses Bild sowie dieser Text sind nach rechts gefloatet.

Float (engl. (im Wasser) treiben, schweben) ist eine CSS-Eigenschaft, bei der Elemente andere Elemente um sich herumfließen lassen. Ein beliebtes Einsatzgebiet sind Texte, in welche eine Grafik eingefügt wird, ohne dass dadurch unschöne Absätze oder Zeilenumbrüche entstehen. Unabhängig davon, ob die vertikale Ausrichtung nach links oder rechts erfolgt, muss das zu umfließende Objekt im Quelltext zuerst aufgeführt werden.

## Beispiel
```
<
img
 
src
=
"Wikipedia-logo-v2.svg"
 
style
=
"float: right;"
 
alt
=
"Wikipedia-Logo"
 
/>

<
p
>
Beispiel: Dieses Bild sowie dieser Text sind nach rechts gefloatet.
</
p
>

```

Der gezeigte Code-Ausschnitt bindet eine Grafik ein und lässt den nachfolgenden Text herumfließen.

## Werte
left
Ausrichtung des Objektes erfolgt links, anderen Elementen wird der Umfluss auf der rechten Seite gestattet.
right
Ausrichtung des Objektes erfolgt rechts, anderen Elementen wird der Umfluss auf der linken Seite gestattet.
inherit
Erbt die Float-Eigenschaft vom Elternelement.
none
Es findet keine Ausrichtung des Objektes statt.
Andere, aus dem Kontursatz bekannte Möglichkeiten oder auch nur das beidseitige Umfließen links und rechts sind nicht möglich.
Die CSS-Anweisung clear stellt den Textfluss wieder her.